# Александр (князь псковский)
Александр — князь псковский приблизительно в 1360—1369 гг., из рода полоцкого князя Изяслава Владимировича.
В 1368 г. не успел отразить немцев, выжегших в его отсутствие все Запсковье.
В отместку за это в 1369 г. водил псковичей в Ливонию осаждать Нейгаузен, но успеха в этом мероприятии не добился.